# Strapping Young Lad
Strapping Young Lad va ser una banda canadenca de metal extrem formada per Devin Townsend l'any 1995. La banda va començar com un projecte en solitari en el qual Townsend tocava gairebé tots els instruments, com queda reflectit en l'àlbum debut Heavy as a Really Heavy Thing (1995). No obstant això, l'any 1997 va reclutar una sèrie de músics permanents formant una alineació que va durar fins a la ruptura de la banda: Devin Townsend com a cantant i guitarrista, més el guitarrista Jed Simon, el baixista Byron Stroud i el bateria Gene Hoglan.
La música de Strapping Young Lad, influenciada per Fear Factory, Napalm Death entre d'altres, es caracteritzava per l'ús de complexes amalgames de compàs, riffs de guitarra polirrítmics, blast beats, murs de so en la producció i incorporació d'elements de l'Industrial Metal, Progressive Metal, Black Metal, Death Metal i Thrash Metal. La música era composta per Townsend, el desordre bipolar del qual i el seu negre sentit de l'humor van exercir notòries influències en la seva composició.
Strapping Young Lad va obtenir l'èxit de la crítica a partir del seu segon àlbum, City (1997), un treball que també els va servir per assentar la seva base de fans de l'underground. Després d'una aturada entre 1999 i 2002, va publicar tres àlbums més, aconseguint el seu major èxit de vendes amb The New Black (2006). Al maig del 2007, Townsend va anunciar oficialment la separació de Strapping Young Lad i la seva intenció de desaparèixer de la vida pública mentre continuava enregistrant àlbums en solitari.

## Discografia
- 1995: Heavy as a Really Heavy Thing
- 1997: City
- 1998: No Sleep 'Til Bedtime - Live In Austràlia
- 2003: Strapping Young Lad
- 2005: Alien
- 2006: The New Black

## Membres

### Última formació
- Devin Townsend – Guitarra, Veu, Teclats (1994–2007)
- Jed Simon – Guitarra, Cors (1994–2007)
- Byron Stroud – Baix, Cors(1996–2007)
- Gene Hoglan – Bateria (1996–2007)

### Membres anteriors
- Adrian White – Bateria (1994–1995)
- Ashley Scribner - Baix (1994–1995)
- Mike Suar - Guitarra (1994–1995)